# Лакомка
Лакомка — сорт мороженого, отличающийся от эскимо специальной технологией нанесения шоколадной глазури.

## Происхождение
Технология производства «Лакомки» была разработана в Советском Союзе, на филёвском Хладокомбинате № 8 в 1972—73 гг..
В 1973 году испытанная годом ранее насадка была использована на первой в СССР автоматической линии для производства такого типа мороженого. В дальнейшем в связи с перебоями в поставках какао-бобов после гибели плантаций какао в Южной Америке от похолодания главный технолог комбината Любовь Фёдоровна Плужникова предложила несколько аналогичных по общей технологии, но отличающихся по составу эмульсии сортов мороженого. Они включали вариант с глазурью из орехового пралине («Щелкунчик») и предложенный после перебоев с поставками орехов из Индии и Ирана вариант с глазурью крем-брюле с примесью орехов («Бородино»).

## Описание
Мороженое представляет собой цилиндр из 12%-ного пломбира с нанесённой на него шоколадной глазурью. Основа «Лакомки» может быть белой или шоколадной, но глазурь делается только из молочного шоколада.
Отличие от эскимо состоит в том, что на эскимо глазурь наносится методом окунания мороженого во вспененную шоколадную массу, а «Лакомка» изготавливается путём поточного нанесения вспененной шоколадной эмульсии через специальную насадку, изобретённую и внедрённую сотрудниками хладокомбината Василием Петровичем Демиденко и братьями Алексеем и Альбертом Ганохиными. Технологическое различие в производстве приводит к тому, что порция эскимо обычно покрыта глазурью со всех сторон, а торцы цилиндра «Лакомки» остаются без глазури.
«Лакомка» и его вариант «Бородино» относятся к числу наиболее популярных в России сортов мороженого. В 2019 году «Лакомка» вошла в топ-50 наиболее известных брендов, составленный газетой «Комсомольская правда» по результатам голосования читателей. Но сам бренд уже после распада СССР был зарегистрирован посторонней компанией.
В настоящее время права на бренд «Лакомка» принадлежат подмосковной компании «Русский Холодъ», а филёвский хладкомбинат, входящий в состав другой компании, продолжает производство мороженого по тому же рецепту, но под другими названиями — «Филёвское», «Филёвская лакомка».